# 弋矶山街道
弋矶山街道，是中华人民共和国安徽省芜湖市镜湖区下辖的一个乡镇级行政单位。

## 行政区划
弋矶山街道下辖以下地区：
花园社区、绿影社区、王家巷社区、陡门口社区和周家山社区。